# Giro d'Italia de 1974

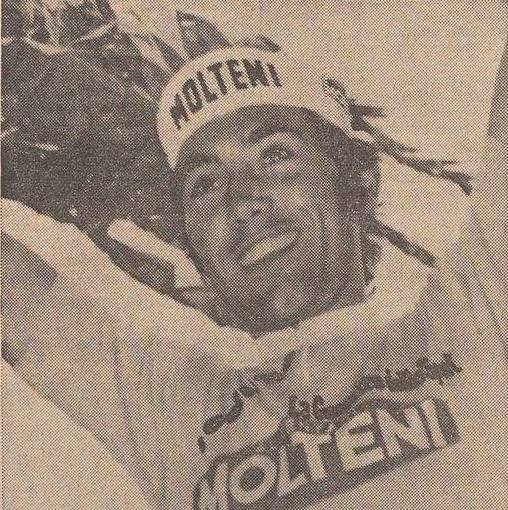
Eddy Marckx festeja o triunfo no Giro d’Italia 1974

Giro d'Italia 1974 foi a quinquagésima sétima edição da prova ciclística Giro d'Italia (Corsa Rosa), realizada entre os dias 16 de maio e 8 de junho de 1974.
A competição foi realizada em 22 etapas com um total de 4.001 km.
O vencedor foi o ciclista belga Eddy Merckx. O vencedor conclui a prova com a velocidade média de 35,364 km/h.